# Synagoge (Jevíčko)
Koordinaten: 49° 38′ 1,6″ N, 16° 42′ 43,8″ O

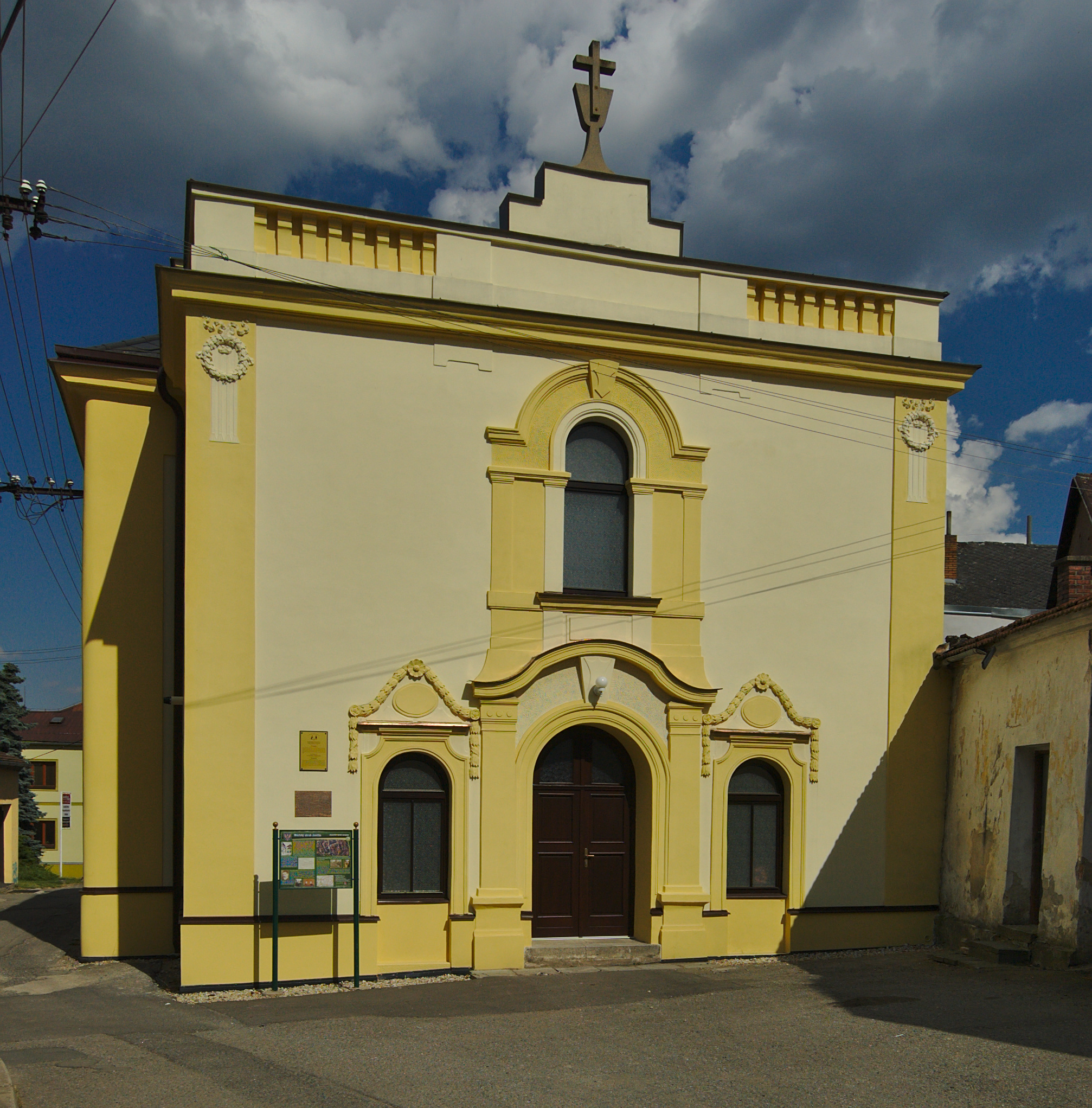
Ehemalige Synagoge in Jevíčko

Die Synagoge in Jevíčko (deutsch Gewitsch), einer Stadt im Okres Svitavy in Tschechien, wurde von 1792 bis 1794 errichtet. Die profanierte Synagoge an der Soudní-Straße ist seit 1993 ein geschütztes Kulturdenkmal.
Im Jahr 1747 wurde der hölzerne Vorgängerbau von einem Feuer vernichtet. Lange dauerte es, bis die jüdische Gemeinde eine neue Synagoge errichten konnte. Der Bau im Stil des Klassizismus soll mit Steinen der abgerissenen Pfarrkirche entstanden sein. Im Jahr 1907 wurde das Gebäude im Jugendstil umgebaut.
Das Synagogengebäude wurde seit Anfang der 1950er Jahre von der Tschechischen Hussitischen Kirche genutzt. Heute dient es als Konzertsaal und Ausstellungsraum.